# Teatro Massimo
A Teatro Massimo Európa egyik legnagyobb operaháza Palermóban, Olaszországban (Szicília) található. Területe 7730 m². Az elegáns épületet G. B. Filippo Basile tervezte, a munkálatokat 1875-ben kezdték el. Fia, Ernesto fejezte be 1897-ben. Díszítéseit többek között B. Civiletti, M. Rutelli és A. Ugo művészek készítették. A festett függöny G. Sciuti alkotása, és a normann uralkodó, II. Roger koronázási menetét ábrázolja. A nézőtér 450 m²-es, öt sornyi páholya és egy erkélye van. A saját operatársulatának otthont adó épület 3200 látogatót tud befogadni.
Itt játszódik A Keresztapa III. (1990) zárójelenete.